# Rameau unokaöccse
A Rameau unokaöccse, vagy a második szatíra (franciául): Le Neveu de Rameau ou La Satire seconde) Denis Diderot filozófiai, fiktív dialógusa, amelyet 1761 és 1774 között írhatott.

## Eredet
A mű először 1805-ben Johann Wolfgang von Goethe német fordításában jelent meg, a francia kézirat viszont eltűnt. A német változatot de Saur és Saint-Geniès visszafordította franciára, és 1821-ben adták ki. Az első francia kéziraton alapuló változat 1823-ban jelent meg Diderot műveinek Brière féle kiadásában. A modern kiadások a Diderot saját kezű, teljes kéziratán alapulnak, amelyet Georges Monval, a Comédie-Française könyvtárosa talált meg 1890-ben, amikor kottákat vásárolt egy párizsi antikvár könyvesboltban. Monval 1891-ben adta ki a kéziratot nyomtatásban. Ezt követően a kéziratot a New York-i Pierpont Morgan Library vásárolta meg.
Diderot élete során valószínüleg nem tette közzé a párbeszédet, mert a benne előforduló híres zenészeknek, politikusoknak és pénzembereknek ez akár a letartóztatását is okozhatta volna.

## Szüzsé
A dialógus a Café de la Régence-ben játszódik, ahol Moi (vagyis az elbeszélő Én, akiről gyakran és tévesen állítják, hogy maga Diderot) írja az olvasó számára közelmúltbeli találkozását Luival („Ő”), − utalva Jean-François Rameau-ra, a híres zeneszerző unokaöccsére − akivel bonyolult filozófiai csatába, önreflexiókba, allegóriába és utalásokba keveredik.
Lui cinizmuson, hedonizmuson és materializmuson alapuló világképét védi.
A vita visszatérő témái közé tartozik a Querelle des Bouffons (francia/olasz operacsata), a gyermekek oktatása, a zsenialitás, és a pénz természete. A sokszor zűrzavaros beszélgetés a korszak számos prominens személyiségét támadja.
A Rameau unokaöccse prológusában az elbeszélő különcnek és extravagánsnak, ellentmondásokkal teli, a magasztos és a hétköznapi, a jó érzék és az irracionalitás keverékének tekinti Lui-t. Lui, aki ténylegesen Moi-t provokálja, látszólag magasztalja a bűnözés, a lopás „erényét”, és az arany szeretetét a vallás szintjére emeli.
Moi-nak didaktikus szerepe van, míg az unokaöccsnek (Lui) sikerül cinikus, olykor erkölcstelen valóságlátást közvetítenie.